# امین‌آباد (چاراویماق)
امین‌آباد یکی از روستاهای استان آذربایجان شرقی است که در دهستان ورقه بخش مرکزی شهرستان چاراویماق واقع شده‌است.این روستا ۸۵ نفر جمعیت دارد.